# Seychellerna i olympiska sommarspelen 2020
Seychellerna deltog med en trupp på fem idrottare vid de olympiska sommarspelen 2020 i Tokyo som hölls mellan den 23 juli och 8 augusti 2021 efter att ha blivit framflyttad ett år på grund av coronaviruspandemin. Ingen av landets deltagare erövrade någon medalj.

## Friidrott
Förkortningar
- Notera– Placeringar avser endast det specifika heatet.
- Q = Tog sig vidare till nästa omgång
- q = Tog sig vidare till nästa omgång som den snabbaste förloraren eller, i teknikgrenarna, genom placering utan att nå kvalgränsen
- i.u. = Omgången fanns inte i grenen
- Bye = Idrottaren behövde inte tävla i omgången

Gång- och löpgrenar
| Idrottare  | Gren                 | Heat     | Heat      | Semifinal        | Semifinal        | Final            | Final            |
| Idrottare  | Gren                 | Resultat | Placering | Resultat         | Placering        | Resultat         | Placering        |
| ---------- | -------------------- | -------- | --------- | ---------------- | ---------------- | ---------------- | ---------------- |
| Ned Azemia | Herrarnas 400 m häck | 51,67    | 8         | Gick inte vidare | Gick inte vidare | Gick inte vidare | Gick inte vidare |

## Judo
| Idrottare          | Gren                          | 32-delsfinal         | Sextondelsfinal      | Åttondelsfinal       | Kvartsfinal          | Semifinal            | Återkval             | Final / BM           | Final / BM       |
| Idrottare          | Gren                          | Motståndare Resultat | Motståndare Resultat | Motståndare Resultat | Motståndare Resultat | Motståndare Resultat | Motståndare Resultat | Motståndare Resultat | Placering        |
| ------------------ | ----------------------------- | -------------------- | -------------------- | -------------------- | -------------------- | -------------------- | -------------------- | -------------------- | ---------------- |
| Nantenaina Finesse | Herrarnas mellanvikt (–90 kg) | bye                  | Nyman (SWE) L 00–01  | Gick inte vidare     | Gick inte vidare     | Gick inte vidare     | Gick inte vidare     | Gick inte vidare     | Gick inte vidare |

## Segling
| Seglare         | Gren            | Race | Race | Race | Race | Race | Race | Race | Race | Race | Race | Race | Poäng | Placering |
| Seglare         | Gren            | 1    | 2    | 3    | 4    | 5    | 6    | 7    | 8    | 9    | 10   | M*   | Poäng | Placering |
| --------------- | --------------- | ---- | ---- | ---- | ---- | ---- | ---- | ---- | ---- | ---- | ---- | ---- | ----- | --------- |
| Rodney Govinden | Herrarnas laser | 34   | 31   | 34   | 30   | 29   | 32   | 29   | 32   | 28   | 33   | EL   | 278   | 33        |

M = Medaljrace; EL = Utslagen – gick inte vidare till medaljracet

## Simning
| Simmare         | Gren                      | Heat    | Heat      | Semifinal        | Semifinal        | Final            | Final            |
| Simmare         | Gren                      | Tid     | Placering | Tid              | Placering        | Tid              | Placering        |
| --------------- | ------------------------- | ------- | --------- | ---------------- | ---------------- | ---------------- | ---------------- |
| Simon Bachmann  | Herrarnas 200 m fjärilsim | 2.03,54 | 38        | Gick inte vidare | Gick inte vidare | Gick inte vidare | Gick inte vidare |
| Felicity Passon | Damernas 100 m ryggsim    | 1.04,66 | 38        | Gick inte vidare | Gick inte vidare | Gick inte vidare | Gick inte vidare |
| Felicity Passon | Damernas 200 m ryggsim    | 2.16,18 | 26        | Gick inte vidare | Gick inte vidare | Gick inte vidare | Gick inte vidare |